# Xã La Grue, Quận Arkansas, Arkansas
Xã La Grue (tiếng Anh: La Grue Township) là một xã thuộc quận Arkansas, tiểu bang Arkansas, Hoa Kỳ. Năm 2010, dân số của xã này là 4.489 người.